# Парампарчад (ТВ серија)
Парампарчад (тур. Paramparça) турска је телевизијска серија, снимана од 2014. до 2017.
У Србији је 2016. и 2017. приказивана на телевизији Прва.

## Радња
Прича прати судбину Гулсерен, скромне младе жене која је предана мајка својој кћери. Након велике трагедије која ју је задесила, нашла се у забрањеном љубавном односу са Џиханом. Џихан је поштен пословни човек који воли своју кћер. Нажалост, Џихан је изгубио наду да ће једног дана наћи праву љубав о каквој је увек маштао. Њихове две кћери, Хазал и Џансу, грешком су замењене још у породилишту. Једном кад болна истина изађе на видело, уследиће права заврзлама.
Гулсерен је сиромашна, а Џиханова супруга Дилара потиче из богате породице. Пре петнаест година њих две су родиле своје кћери у истој болници. Њихова су презимена слична, па је неспретна медицинска сестра, заменивши две девојчице, заувек променила њихову судбину.
Једнога дана Џиханова и Диларина кћи доживела је тешку саобраћајну несрећу, те лекар од њих узима узорке ДНК-а. Неверни супруг напустио је Гулсерен и оставио је да се сама брине о њиховој кћери Хазал.
Како истина полако излази на видело, између двеју породица настају проблеми, с обзиром на то да су њихови друштвени и економски статуси у свему различити. Ти проблеми зближиће Џихана и Гулсерен. Између њих се убрзо почињу развијати осећаји којима се не могу обуздати.
Џиханова супруга Дилара одлучила је да би било најбоље да њихова биолошка кћи дође да живи с њом и Џиханом, како би могла уживати у благодетима њиховог раскошног живота. Џихан сматра да то не би било у реду према Гулсерен, која је одгојила њихову биолошку кћер. Док Џихан и Гулсерен покушавају да пронађу најбоље решење, између њих двоје развије се љубавна прича.

## Сезоне
| Сезона | Сезона | Број епизода (н / и)            | Приказивање у Турској                  | Приказивање у Србији                     |
| ------ | ------ | ------------------------------- | -------------------------------------- | ---------------------------------------- |
|        | 1      | 31 / 83 (1 — 31) / (1 — 83)     | 1. децембар 2014 — 29. јун 2015. ()    | 18. јул 2016 — 8. новембар 2016. (Прва)  |
|        | 2      | 40 / 122 (32 — 71) / (84 — 205) | 14. септембар 2015 — 20. јун 2016. ()  | 9. новембар 2016 — 12. март 2017. (Прва) |
|        | 3      | 26 / 78 (72 — 97) / (206 — 283) | 19. септембар 2016 — 27. март 2017. () | 12. март 2017 — 9. јун 2017. (Прва)      |

## Улоге
| Глумац             | Улога                     | Епизода |
| ------------------ | ------------------------- | ------- |
| Еркан Петекаја     | Џихан Гурпинар            | 1-97    |
| Нургул Јешилчај    | Гулсерен Сонмез Гурпинар  | 1-52    |
| Ебру Озкан         | Дилара Терзиоглу Гурпинар | 1-97    |
| Бариш Фалај        | Харун Ергуван             | 32-90   |
| Мине Тугај         | Асуман Терзиоглу          | 72-97   |
| Нурсел Косе        | Кериман Акчатепе          | 1-97    |
| Алина Боз          | Хазал Гурпинар            | 1-97    |
| Лејла Танлар       | Џансу Гурпинар            | 1-97    |
| Толга Текин        | Озкан Гулпинар            | 1-97    |
| Џемал Хунал        | Алпер Тек                 | 1-51    |
| Гунеш Емир         | Солмаз Тек                | 1-51    |
| Бурак Тозкопаран   | Озан Гурпинар             | 1-97    |
| Џиван Џанова       | Рахми Гурпинар            | 1-97    |
| Елвин Ајдогду      | Дерја                     |         |
| Аслихан Капаншахин | Шејда                     |         |
| Аху Јагту          | Џандан Сојлy              |         |
| Ертугрул Постоглу  | Јилдирим Алтун            |         |
| Ајхан Бозкурт      | Енгин                     |         |
| Фунда Гурај        | Зејнеп                    |         |
| Џејхун Менгироглу  | Дениз Ајдин               |         |
| Булент Дузгуноглу  | Осман                     |         |
| Пинар Еринџин      | Нурај                     |         |
| Ајта Созери        | Незакет                   |         |
| Гамзе Балим        | Алеф                      |         |
| Шукран Овали       | Ајше Јукселен             |         |
| Хумејра Акбај      | Маиде Еркоч               |         |
| Танер Туран        | Бурхан Јилмаз             |         |
| Ефеџан Шенолсун    | Озгур                     |         |
| Гунеш Хајат        | Хатиџе                    |         |
| Башак Акбај        | Севинч                    |         |
| Омер Фарук Јуксек  | Демир Алаз Ергуван        |         |
| Иса Џиван Кавак    | Џан Хашмет Гулпинар       |         |
| Ајлин Ерен         | Берил                     |         |
| Сарп Џан Короглу   | Митхат Мете Парс          |         |
| Синем Озтурк Услу  | Селма Пак                 |         |
| Сарп Акаја         | Дамир Јанков Демир Јанки  |         |
| Дуња Ајдогду       | Азра                      |         |
| Хасан Шахинтурк    | Шахин                     |         |
| Илхан Шешен        | Екрем Челик               |         |
| Фулден Акјурек     | Веда                      |         |